# Елф (рок група)
Вижте пояснителната страница за други значения на Елф.
„Елф“ (на английски: Elf) е бивша американска блус рок група от град Кортланд (Cortland), щата Ню Йорк, САЩ.
Сформирана е през 1967 г. в състав: вокал и басист Рони Джеймс Дио, клавишни Дог Тейлър, барабани Гари Дрискол и китари Ник Пантас и Дейвид Фейнщайн. Оригиналното име на групата е „Илектрик Елвс“ (The Electric Elves), но за по-кратко се преименуват на „Елвс“ (The Elves) и най-накрая в средата на 1970-те години се спират на „Елф“. Групата се разпада, след като издава 3 албума, когато почти всичките нейни членове преминават в новата група Rainbow на Ричи Блекмор.

## История
През 1970 г. групата претърпява автомобилна катастрофа, която взима живота на Ник Пантас. Групата решава да не го заменя. Дог Тейлър се възстановява от раните си и напуска групата и е заменен от Мики Лий Сол.
Дебютния едноименен албум на групата е продуциран от членовете на Deep Purple Роджър Глоувър и Иън Гилън, които забелязват „Елф“ през 1972 г. През следващите няколко години групата се радва на умерен успех, като открива концертите на „Purple“.
Дио пее и свири на бас до 1973 г., когато Крейг Грубър се присъединява към групата. Същата година Фейнщайн напуска и е заменен от Стив Едуардс. Фейнщай създава впоследствие The Rods, които имат умерен успех като откриват концерти на групи като Judas Priest, Iron Maiden и Metallica.
През 1974 г. Дио е помолен от Глоувър да пее в соло проекта му „The Butterfly Ball and the Grasshopper's Feast“. Плътния и силен глас на Дио привлича вниманието на Ричи Блекмор (който току-що е напуснал „Deep Purple“) и търси музиканти за първия си соло проект „Ritchie Blackmore's Rainbow“. Той решава да използва „Елф“ за този албум и така на практика заменя Едуардс, а групата сменя името си на Рейнбоу. След като записват албума Дрискъл, Грубер и Сол са сменени с Кози Пауъл, Джими Бейн, Тони Карей, който свирят с Блекмор и Дио на последвалото турне. Това е края на „Елф“.

## Състав
| Последни членове - Рони Джеймс Дио – вокали (1967 – 1975), бас (1967 – 1973; 1975) - Мики Лий Сол – клавиши, беквокали (1968 – 1975) - Крейг Грубър – бас (1973 – 1975) - Стийв Едуардс – китара (1973 – 1975) - Гари Дрискол – барабани (1967 – 1975) |  | Предишни членове - Ник Пантас – китара (1967 – 1968) - Дъг Талър – клавиши (1967 – 1968), китара (1968 – 1972) - Дейвид Файнщайн – китара (1967 – 1973) - Ник Пантас – китара (1967 – 1968) - Марк Наусийф – перкусии (1975) |

## Дискография

### Сингли
The Electric Elves
- Hey, Look Me Over b/w It Pays To Advertise

The Elves
- Walking In Different Circles b/w She's Not The Same
- Amber Velvet b/w West Virginia

Elf
- Hoochie Koochie Lady b/w First Avenue
- "Sit down Honey (Everything Will Be Alright) b/w Gambler, Gambler

### Албуми
- Elf (1972)
- Carolina County Ball (1974) (озаглавен L.A./59 в САЩ и Япония)
- Trying to Burn the Sun (1975)
- The Gargantuan (1978) компилация
- The Elf Albums (1994) компилация

### Буутлег
The Elves
- Live at the Beacon (1971)
- Live at the Bank (1972)